# Оливер, Чарли
Чарльз «Чарли» Оливер (англ. Charles "Charlie" Oliver; род. 9 июля 1955) — соломонский легкоатлет, специалист по бегу на средние дистанции. Выступал за сборную Соломоновых Островов по лёгкой атлетике в период 1979—1985 годов, серебряный и бронзовый призёр Южнотихоокеанских игр, участник летних Олимпийских игр в Лос-Анджелесе.

## Биография
Чарли Оливер родился 9 июля 1955 года.
Первого серьёзного успеха в лёгкой атлетике на взрослом международном уровне добился в сезоне 1979 года, когда вошёл в основной состав соломонской национальной сборной и побывал на Южнотихоокеанских играх в Суве, откуда привёз награду бронзового достоинства, выигранную в программе бега на 800 метров.
В 1981 году на домашних Южнотихоокеанских мини-играх в Хониаре одержал победу на дистанции 800 метров и стал серебряным призёром в дисциплине 1500 метров.
В 1982 году бежал 800 и 1500 метров на Играх Содружества в Брисбене, в частности на дистанции 800 метров установил свой личный рекорд, показав время 1:52,64.
На Южнотихоокеанских играх 1983 года в Апии выиграл серебряную медаль в беге на 800 метров, уступив в решающем финальном забеге представителю Фиджи Ричарду Кермоде. Отметился выступлением на чемпионате мира в Хельсинки, где в беге на 1500 метров установил личный рекорд — 4:18,24.
Благодаря череде удачных выступлений удостоился права защищать честь страны на летних Олимпийских играх 1984 года в Лос-Анджелесе — это был первый раз, когда Соломоновы Острова делегировали свою команду на Олимпийские игры. На предварительном квалификационном этапе бега на 800 метров показал время 1:53.22 и не смог пройти в следующую стадию соревнований.
После лос-анджелесской Олимпиады Оливер ещё в течение некоторого времени оставался в составе легкоатлетической команды Соломоновых Островов и продолжал принимать участие в крупнейших международных соревнованиях. Так, в 1985 году в беге на 800 метров он завоевал серебряную медаль на Южнотихоокеанских мини-играх в Раротонге — в финале уступил представителю Папуа — Новой Гвинеи Джону Дсигурии.